# Karen Abgarowitsch Chatschanow
Karen Abgarowitsch Chatschanow (russisch Карен Абгарович Хачанов, englisch Karen Abgarovich Khachanov, Betonung: Karén Abgárowitsch Chatschánow, * 21. Mai 1996 in Moskau) ist ein russischer Tennisspieler.

## Persönliches
Chatschanow ist in Moskau als Sohn armenischer Eltern geboren. Er hat eine Schwester, Margarita, und einen Bruder, Georgi. Beide Eltern sind Ärzte.

## Tenniskarriere

### Kindheit und Jugend
Im Alter von drei Jahren fing er mit dem Tennissport an und hatte seit dem 12. Lebensjahr den Wunsch eine Profikarriere anzustreben. Chatschanows erster Tennistrainer war der Kroate Vedran Martić, mit dem er seit seiner Jugend zusammenarbeitete. Vedran Martić war der Grund, wieso er mit 15 Jahren nach Split zog. Später zog er nach Barcelona und wurde offiziell von 2014 bis 2017 vom Ex-Profi Galo Blanco trainiert.
Im Juli 2013 gewann er die U18-Tennis-Europameisterschaften, organisiert von der ITF in Klosters. Im Finale setzte er sich gegen Quentin Halys durch. Zusammen mit Andrei Rubljow gewann er 2014 die Silbermedaille im Tennisdoppel bei den Sommer-Jugendspielen in Nanjing. Das Finale verloren sie gegen das brasilianische Doppel Orlando Luz und Marcelo Zormann.

### Profikarriere
Sein erstes Profiturnier spielte er im März 2012 als 16-Jähriger auf der drittklassigen ITF Future Tour. Dort verlor er gegen Alexei Watutin in zwei Sätzen. Für die St. Petersburg Open, ein Turnier der ATP Tour, erhielt Chatschanow von der Turnierleitung eine Wildcard und überraschte in der ersten Runde mit dem Sieg gegen den deutlich besser platzierten Rumänen Victor Hănescu in zwei Sätzen. Im Achtelfinale schied er gegen Lukáš Rosol aus. Rund einen Monat später erhielt er wieder eine Wildcard für den Kremlin Cup in Moskau, wo er in der ersten Runde den Spanier Albert Ramos Viñolas besiegen konnte. Die größte Überraschung gelang ihm dann im Achtelfinale, wo er gegen den Serben Janko Tipsarević antrat, der an Position drei gesetzt und die Nummer 27 der Welt war, in zwei Sätzen gewann. Im Viertelfinale gegen Ivo Karlović blieb er chancenlos. Sein Davis-Cup-Debüt für die russische Davis-Cup-Mannschaft gab er wiederum eine Woche später bei den Playoff-Spielen gegen Südafrika, wo er seine erste Partie gegen Dean O’Brien gewinnen konnte.
Er konnte diesen guten Ergebnisse 2014 nicht bestätigen, so dass Chatschanow wieder vorrangig Turniere auf Future- und Challenger-Niveau spielte. Es gelang ihm in diesem Jahr kein Sieg ingegen einen Spieler, der zu diesem Zeitpunkt höher als Rang 200 platziert war, er gewann lediglich zwei Futures in Taipeh und Mülhausen. 2015 spielte er kein Spiel auf der ATP Tour. Er gewann im März innerhalb von zwei Wochen die Futureturniere in Lille und Toulouse, gefolgt von einem weiteren Titel im Sommer im Buxoro. Im September gewann Chatschanow seinen ersten Titel auf der Challengertour. Er besiegte im Finale in Istanbul Serhij Stachowskyj. Er verbesserte sich in diesem Jahr im Ranking von Platz 372 auf Platz 152.
2016 versuchte er durch sein verbessertes Ranking über Qualifikationen ins Hauptfeld von ATP-Turnieren zu kommen. Im April 2016 gelang ihm das in Barcelona. Im Hauptfeld besiegte er Aljaž Bedene in der ersten Runde und den Lokalmatadoren Roberto Bautista Agut im Achtelfinale. Erst Oleksandr Dolhopolow stoppte im Viertelfinale die Siegesserie. In Samarqand gelang ihm im Mai sein zweiter Titel auf der Challengertour. Im Juli 2016 schaffte er den Einzug ins Viertelfinale von Kitzbühel und mit diesem Erfolg den erstmaligen Einzug in die Top 100 der Tenniswelt. Er war zu diesem Zeitpunkt mit knapp über 20 Jahren der viertjüngste Spieler in den Top 100. Nachdem er bei anderen Grand-Slam-Turnieren immer in der Qualifikation gescheitert war, schaffte er es bei den US Open 2016 erstmals ins Hauptfeld. Hier überstand er sogleich mit einem Sieg über Thomas Fabbiano die erste Runde und verlor in der zweiten Runde in vier Sätzen gegen die damalige Nummer 7 der Welt Kei Nishikori. Im Herbst 2016 gewann er sein erstes ATP-Turnier in Chengdu. Er beendete damit eine fast dreijährige Durststrecke, in der kein Russe ein ATP-Turnier gewinnen konnte (seit Michail Juschny im Oktober 2013 in Valencia).
Das Jahr beendete er auf Platz 53 der Weltrangliste, wodurch er bei den meisten Turnieren keine Qualifikation mehr spielen musste. Nachdem er bis April 2017 nie über die zweite Runde hinauskam, konnte er sich zunächst nicht in der Rangliste verbessern. Wie im Vorjahr machte er wieder in Barcelona auf sich aufmerksam. Auf dem Weg ins Viertelfinale besiegte er Thomaz Bellucci, Pablo Cuevas und David Goffin. David Goffin war damit der erste Top-10-Spieler, den Chatschanow bezwingen konnte. Im Viertelfinale verlor er mit Horacio Zeballos ausgerechnet gegen jenen Spieler, der im Ranking hinter ihm lag. Der Russe bestätigte seine gute Form auf Sand mit dem Einzug in das Achtelfinale der French Open. Hier verlor er in drei Sätzen gegen Andy Murray. Danach spielte er das Turnier in Halle, wo er das Halbfinale erreichte. Hier musste er sich dem späteren Turniersieger Roger Federer geschlagen geben. Bei seiner ersten Teilnahme in Wimbledon war er bereits auf Position 30 gesetzt und erreichte er die dritte Runde. Am Ende der Saison konnte er sich für die Next Generation ATP Finals qualifizieren, wo er jedoch in der Gruppenphase gegen Borna Ćorić und Daniil Medwedew ausschied.
Im Februar 2018 gewann Chatschanow in Marseille sein zweites Turnier auf der ATP Tour; auf dem Weg zum Titel schlug er die höher gesetzten Spieler Tomáš Berdych und Lucas Pouille. Bei den French Open verlor er sein Achtelfinalmatch gegen den Deutschen Alexander Zverev in fünf Sätzen. Auch in Wimbledon spielte er sich in das Achtelfinale und unterlag dort dem Turniersieger Novak Đoković. Bei den Kanada Master verlor er seine Halbfinalpartie gegen den Weltranglistenersten Rafael Nadal. Im Oktober konnte er in Moskau einen weiteren Titel gewinnen, nachdem er im Halbfinale Daniil Medwedew und im Finale Adrian Mannarino besiegt hatte. Im Folgemonat erlangte er seinen ersten Turniersieg bei einem Masters-Turnier. In Paris schlug er auf dem Weg zum Titel John Isner, Alexander Zverev, Dominic Thiem und im Finale Novak Đoković. Durch diesen Sieg erreichte er Platz 11 der Weltrangliste.
Anfang 2019 konnte er an die guten Vorjahresleistungen anschließen. Bei den Australian Open hatte mit dem Drittrundeneinzug sein bestes Ergebnis bei diesem Grand-Slam-Turnier. Beim Masters von Indian Wells schied er im Viertelfinale gegen Rafael Nadal aus. Sein bis dahin bestes Abschneiden bei Grand-Slam-Turnieren erzielte Chatschanow 2019 mit dem Viertelfinaleinzug bei den French Open, was zur Folge hatte, dass er sich erstmals in den Top 10 der Tennisweltrangliste platzieren konnte. Bei den Kanada Masters unterlag er im Halbfinale seinem Landsmann Daniil Medwedew und in Peking dem Österreicher Dominic Thiem.
Im Jahr 2020 konnte er vor dem Ausbruch der COVID-19-Pandemie nicht mehr als die dritte Runde eines Turniers erreichen. Aufgrund der Pandemie wurde der ATP-Turnierplan für mehrere Monate ausgesetzt. Bei den anschließenden Turnieren konnte Chatschanow keine höhere Runde als das Viertelfinale erreichen und verlor in der Weltrangliste einige Plätze.
Die Saison 2021 startete mit einem Halbfinaleinzug in Melbourne, wo er Jannik Sinner unterlag. Sein nächstes Halbfinale spielte er im Mai in Lyon, in diesem musste er sich Cameron Norrie geschlagen geben. In Wimbledon stellte er mit dem Viertelfinaleinzug sein bestes Ergebnis bei einem Grand-Slam-Turnier ein, er verlor dieses Match gegen den Kanadier Denis Shapovalov. Ein Highlight seiner Laufbahn war der Gewinn der Silbermedaille bei den Olympischen Sommerspielen 2020, die 2021 in Tokio ausgetragen wurden. Das olympische Finale verlor er in zwei Sätzen gegen Alexander Zverev. Im Oktober verlor er in Moskau das Halbfinale gegen Aslan Karazew, der später das Turnier für sich entschied.
Beim ersten Turnier, bei dem der 2022 antrat, erreichte er in Adelaide das Finale, in welchem sich der Franzose Gaël Monfils gegen ihn durchsetzen konnte. Im Halbfinale von Doha verlor er gegen den Spanier Roberto Bautista Agut und im Halbfinale von Belgrad gegen Novak Đoković. Bei den French Open verlor er im Achtelfinale gegen den aufstrebenden Carlos Alcaraz. Aufgrund des russischen Überfalls auf die Ukraine wurde allen russischen und belarussischen Tennisspielern die Teilnahme an den Wimbledon Championships untersagt, so dass Chatschanow dort nicht antreten konnte, obwohl er gesetzt gewesen wäre. Bei anderen Turnieren konnte er weiterhin unter neutraler Flagge antreten. So erreichte er beispielsweise im Juli das Viertelfinale von Hamburg, wo er erneut Carlos Alcaraz unterlag. Bei den US Open erreichte er erstmals das Halbfinale eines Grand-Slam-Turniers, jedoch unterlag er in vier Sätzen dem Norweger Casper Ruud.

## Erfolge
| Legende (Anzahl der Siege) |
| Grand Slam                 |
| Olympische Spiele          |
| ATP Tour Finals            |
| ATP Tour Masters 1000 (2)  |
| ATP Tour 500               |
| ATP Tour 250 (6)           |
| ATP Challenger Tour (2)    |

| ATP-Titel nach Belag |
| Hartplatz (7)        |
| Sand (1)             |
| Rasen (0)            |

### Einzel

#### Turniersiege

##### ATP Tour
| Nr. | Datum              | Turnier   | Belag         | Finalgegner          | Ergebnis        |
| --- | ------------------ | --------- | ------------- | -------------------- | --------------- |
| 1.  | 2. Oktober 2016    | Chengdu   | Hartplatz     | Albert Ramos Viñolas | 6:74, 7:63, 6:3 |
| 2.  | 25. Februar 2018   | Marseille | Hartplatz (i) | Lucas Pouille        | 7:5, 3:6, 7:5   |
| 3.  | 21. Oktober 2018   | Moskau    | Hartplatz (i) | Adrian Mannarino     | 6:2, 6:2        |
| 4.  | 4. November 2018   | Paris     | Hartplatz (i) | Novak Đoković        | 7:5, 6:4        |
| 5.  | 26. September 2023 | Zhuhai    | Hartplatz     | Yoshihito Nishioka   | 7:62, 6:1       |
| 6.  | 24. Februar 2024   | Doha      | Hartplatz     | Jakub Menšík         | 7:612, 6:4      |
| 7.  | 20. Oktober 2024   | Almaty    | Hartplatz (i) | Gabriel Diallo       | 6:2, 5:7, 6:3   |

##### ATP Challenger Tour
| Nr. | Datum              | Turnier   | Belag     | Finalgegner           | Ergebnis       |
| --- | ------------------ | --------- | --------- | --------------------- | -------------- |
| 1.  | 20. September 2015 | Istanbul  | Hartplatz | Serhij Stachowskyj    | 4:6, 6:4, 6:3  |
| 2.  | 14. Mai 2016       | Samarqand | Sand      | Rubén Ramírez Hidalgo | 6:1, 6:76, 6:1 |

#### Finalteilnahmen

##### ATP Tour
| Nr. | Datum            | Turnier  | Belag         | Finalgegner      | Ergebnis        |
| --- | ---------------- | -------- | ------------- | ---------------- | --------------- |
| 1.  | 1. August 2021   | Tokio    | Hartplatz     | Alexander Zverev | 3:6, 1:6        |
| 2.  | 9. Januar 2022   | Adelaide | Hartplatz     | Gaël Monfils     | 4:6, 4:6        |
| 3.  | 27. Oktober 2024 | Wien     | Hartplatz (i) | Jack Draper      | 4:6, 5:7        |
| 4.  | 8. August 2025   | Toronto  | Hartplatz     | Ben Shelton      | 7:65, 4:6, 6:73 |

### Doppel

#### Turniersiege

##### ATP Tour
| Nr. | Datum       | Turnier | Belag | Partner        | Finalgegner                 | Ergebnis         |
| --- | ----------- | ------- | ----- | -------------- | --------------------------- | ---------------- |
| 1.  | 6. Mai 2023 | Madrid  | Sand  | Andrei Rubljow | Rohan Bopanna Matthew Ebden | 6:3, 3:6, [10:3] |

#### Finalteilnahmen
| Nr. | Datum            | Turnier  | Belag         | Partner        | Finalgegner                         | Ergebnis          |
| --- | ---------------- | -------- | ------------- | -------------- | ----------------------------------- | ----------------- |
| 1.  | 31. März 2018    | Miami    | Hartplatz     | Andrei Rubljow | Bob Bryan Mike Bryan                | 6:4, 6:75, [4:10] |
| 2.  | 3. November 2019 | Paris    | Hartplatz (i) | Andrei Rubljow | Pierre-Hugues Herbert Nicolas Mahut | 4:6, 1:6          |
| 3.  | 23. Juni 2024    | London   | Rasen         | Taylor Fritz   | Neal Skupski Michael Venus          | 6:4, 6:75, [8:10] |
| 4.  | 5. Januar 2025   | Hongkong | Hartplatz     | Andrei Rubljow | Sander Arends Luke Johnson          | 5:7, 6:4, [7:10]  |

## Statistik

### Einzel
| Turnier                      | 2025  | 2024  | 2023  | 2022              | 2021              | 2020              | 2019              | 2018              | 2017              | 2016  | 2015              | 2014              | 2013              | 2012 | Gesamt  |
| ---------------------------- | ----- | ----- | ----- | ----------------- | ----------------- | ----------------- | ----------------- | ----------------- | ----------------- | ----- | ----------------- | ----------------- | ----------------- | ---- | ------- |
| Australian Open              | 3R    | AF    | HF    | 3R                | 3R                | 3R                | 3R                | 2R                | 2R                | Q3    | –                 | –                 | –                 | –    | HF      |
| French Open                  | 3R    | 2R    | VF    | AF                | 2R                | AF                | VF                | AF                | AF                | Q2    | –                 | –                 | –                 | –    | VF      |
| Wimbledon                    | VF    | 2R    | –     | –                 | VF                | n. a.             | 3R                | AF                | 3R                | Q3    | Q1                | –                 | –                 | –    | VF      |
| US Open                      |       | 1R    | 1R    | HF                | 1R                | 3R                | 1R                | 3R                | 1R                | 2R    | Q2                | –                 | –                 | –    | HF      |
| ATP Finals                   |       | –     | –     | –                 | –                 | –                 | –                 | Alt               | –                 | –     | –                 | –                 | –                 | –    | –       |
| Indian Wells Masters         | 3R    | 2R    | 3R    | 2R                | AF                | n. a.             | VF                | 1R                | 2R                | –     | –                 | –                 | –                 | –    | VF      |
| Miami Masters                | 3R    | AF    | HF    | 2R                | 3R                | n. a.             | 2R                | 3R                | 1R                | –     | –                 | 1R                | –                 | –    | HF      |
| Monte Carlo Masters          | 1R    | VF    | AF    | 1R                | 2R                | n. a.             | 2R                | AF                | 2R                | Q1    | –                 | –                 | –                 | –    | VF      |
| Madrid Masters               | 3R    | AF    | VF    | 1R                | 1R                | n. a.             | 2R                | 1R                | 1R                | –     | –                 | –                 | –                 | –    | VF      |
| Rom Masters                  | AF    | AF    | 2R    | AF                | 1R                | 1R                | AF                | 1R                | –                 | –     | –                 | –                 | –                 | –    | AF      |
| Kanada Masters               |       | 2R    | –     | 2R                | AF                | n. a.             | HF                | HF                | 1R                | –     | –                 | –                 | –                 | –    | HF      |
| Cincinnati Masters           |       | 2R    | –     | 1R                | 2R                | AF                | AF                | AF                | AF                | –     | –                 | –                 | –                 | –    | AF      |
| Shanghai Masters             |       | 2R    | 3R    | nicht ausgetragen | nicht ausgetragen | nicht ausgetragen | AF                | 2R                | 1R                | Q1    | –                 | –                 | –                 | –    | AF      |
| Paris Masters                |       | HF    | VF    | AF                | 2R                | 1R                | 2R                | S                 | 1R                | –     | –                 | –                 | –                 | –    | S       |
| Olympische Spiele            | n. a. | –     | n. a. | n. a.             | F                 | nicht ausgetragen | nicht ausgetragen | nicht ausgetragen | nicht ausgetragen | –     | nicht ausgetragen | nicht ausgetragen | nicht ausgetragen | –    | F       |
| Davis Cup                    |       |       |       | –                 | S                 | n. a.             | HF                | Z1                | 1R                | –     | PO                | Z1                | Z1                | –    | S       |
| Turnierteilnahmen4           | 2     | 25    | 19    | 25                | 24                | 14                | 26                | 25                | 28                | 10    | 0                 | 2                 | 2                 | –    | 144     |
| Erreichte Finals             | 0     | 3     | 1     | 1                 | 1                 | 0                 | 0                 | 3                 | 0                 | 1     | 0                 | 0                 | 0                 | –    | 10      |
| Gewonnene Einzel-Titel       | 0     | 2     | 1     | 0                 | 0                 | 0                 | 0                 | 3                 | 0                 | 1     | 0                 | 0                 | 0                 | –    | 7       |
| Hartplatz-Siege/-Niederlagen | 2:2   | 28:15 | 24:13 | 23:16             | 25:15             | 16:12             | 19:20             | 36:17             | 8:19              | 26:15 | 46:16             | 30:19             | 8:6               | 2:2  | 293:187 |
| Sand-Siege/-Niederlagen      | 0:0   | 8:4   | 10:5  | 9:7               | 5:6               | 4:3               | 7:6               | 6:5               | 14:9              | 22:11 | 11:7              | 6:7               | 0:0               | 2:1  | 104:72  |
| Rasen-Siege/-Niederlagen     | 0:0   | 1:3   | 0:0   | 4:2               | 5:3               | 0:0               | 4:3               | 5:2               | 5:3               | 2:1   | 0:1               | 0:0               | 0:0               | 0:0  | 26:18   |
| Gesamt-Siege/-Niederlagen4   | 2:2   | 37:22 | 34:18 | 36:25             | 35:24             | 20:15             | 30:29             | 47:24             | 27:31             | 50:27 | 57:24             | 36:27             | 8:6               | 5:4  | 424:279 |
| Jahresendposition            |       | 19    | 15    | 20                | 29                | 20                | 17                | 11                | 45                | 53    | 152               | 374               | 442               | –    | N/A     |

Zeichenerklärung: S = Turniersieg; F, HF, VF, AF = Einzug ins Finale / Halbfinale / Viertelfinale / Achtelfinale; 1R, 2R, 3R = Ausscheiden in der 1. / 2. / 3. Hauptrunde; RR = Round Robin (Gruppenphase);
PO = Playoff (Auf- und Abstiegsrunde in der Davis-Cup-Weltgruppe); n. a. = Turnier wurde in dem Jahr nicht ausgetragen
1 Das Turnier von Hamburg ist seit 2009 nicht mehr Teil der Masters-Serie.

2 Das Turnier von Stockholm fand nur von 1990 bis 1995 als Masters-Turnier statt.

3 Das Turnier von Stuttgart fand 1995 einmal in Essen statt und war davor nicht Teil der Masters-Serie.

4 Hier gelten nur – wie auch bei Finalteilnahmen und gewonnenen Titeln – Turniere der ATP Tour sowie die vier Grand-Slam-Turniere und die ATP Finals; d. h. keine Challenger- und Future-Turniere oder Mannschaftswettbewerbe (Davis Cup oder World Team Cup).
4 Letztere zählen jedoch in den Sieg/Niederlagen-Statistiken rein. Kurzfristige Rücktritte vom Match zählen weder zu den Turnierteilnahmen (wenn in der ersten Runde) noch zur Siegesbilanz.

Stand: 3. Februar 2025